# 張守一 (唐朝)
張守一（?—?），唐末滄景田里人，知名道士。
少怠惰，不事生计，流转江淮间。與鄱陽呂用之有舊識，呂用之推薦他跟諸葛殷給浙西節度使高駢認識，皆言能役鬼神，點石成金。即被高駢任命為左莫邪軍使，又任命為檢校左僕射，待遇僅次於呂用之。呂用之強姦高駢部將畢師鐸愛妾，師鐸發動兵變，高駢得知呂用之罪孽，因而責問之。
呂用之於是帶著張守一轉投楊行密，成為其門客，張守一请求为诸位将领炮制太还丹，未成，以康知柔为發运使。院胥伍諷告發知柔貪瀆，守一與知柔被下獄處死。